# Clubiona lena
Clubiona lena este o specie de păianjeni din genul Clubiona, familia Clubionidae, descrisă de Friedrich Wilhelm Bösenberg și Strand, 1906. Conform Catalogue of Life specia Clubiona lena nu are subspecii cunoscute.